# Vennans
Vennans település Franciaországban, Doubs megyében. Lakosainak száma 249 fő (2022. január 1.). Vennans Le Puy, Pouligney-Lusans, Roulans és Saint-Hilaire községekkel határos.

## Népesség
A település népessége az elmúlt években az alábbi módon változott:
| Lakosok száma | 26   | 31   | 77   | 170  | 232  | 258  | 259  | 256  | 255  | 249  |
|               | 1968 | 1982 | 1990 | 2006 | 2013 | 2015 | 2017 | 2019 | 2020 | 2022 |